# Лавров, Пётр Лаврович
Пётр Ла́врович Лавро́в (псевдонимы Миртов, Арнольди, и др.; 2 [14] июня 1823, Мелехово, Псковская губерния — 25 января [6 февраля] 1900, Париж, Франция) — русский социолог, философ

, публицист и революционер, историк. Один из идеологов народничества.

## Биография
Родился 2 (14) июня 1823 года в Мелехово в Псковской губернии. По происхождению дворянин. Отец, Лавр Степанович, — участник Отечественной войны 1812 года, личный друг А. А. Аракчеева, полковник артиллерии в отставке. Мать, Елизавета Карловна (урождённая Гандвиг) — из обрусевшего шведского рода. Его брат, Иван Лаврович (1837—1913) — действительный статский советник.
Получил хорошее домашнее образование, с детства владел французским и немецким языками (в кругу его чтения — книги из французской библиотеки отца). В 1837 поступил в артиллерийское училище в Петербурге (1837—1842), где считался лучшим учеником академика М. В. Остроградского. После окончания училища в 1842 был оставлен при нём репетитором. Самостоятельно изучал литературу по общественным наукам, в частности, познакомился с произведениями социалистов-утопистов, писал стихи и проявил исключительные способности к математике и тягу к знаниям в целом, без которых «человек ничто… он наг и слаб в руках природы, он ничтожен и вреден в обществе» (из дневника).
В 1844 году, после окончания высших офицерских классов, оставлен при училище репетитором математических наук, что положило начало его военно-преподавательской карьере — в петербургской Михайловской артиллерийской академии (с 1858 года — полковник и профессор математики), в Константиновском военном училище (с 1860 года — наставник-наблюдатель). Во время Крымской войны находился под Нарвой, хотя, как писал в автобиографии (от третьего лица), «ни в каких военных действиях ему участвовать не случилось».
В 1847 году Лавров женился на слывшей красавицей вдове с двумя детьми, титулярной советнице Антонине Христиановне Ловейко (сестре генерала А. Х. Капгера), что лишило его материальной поддержки со стороны отца. Необходимость содержать большую семью (у Лаврова только своих было четверо детей) и острая нехватка жалованья заставляют его писать специальные статьи для «Артиллерийского журнала» и подрабатывать репетиторством. После смерти отца (1852) и старшего брата Михаила жизнь в материальном плане становится более обеспеченной.
Лавров изучал новейшую европейскую философию, публиковал свои стихи у А. И. Герцена в сборнике «Голоса из России», участвовал в работе над «Энциклопедическим словарем», много печатался по широкому кругу вопросов: философии, социологии, истории общественной мысли, проблемам общественной нравственности, искусства, литературы, народного образования.
В 1860 году вышла в свет его первая книга «Очерки вопросов практической философии». Лавров полагал, что нравственная личность неизбежно вступает в конфликт с несправедливым обществом. Идеальным обществом по отношению к личности может быть строй, основанный на добровольном союзе свободных и нравственных людей.
В 1860-х годах принимал деятельное участие в литературе и общественной работе и в студенческом движении, сблизился с Н. Г. Чернышевским, входил в состав первой «Земли и воли». После покушения Д. В. Каракозова на Александра II был арестован, признан виновным в «распространении вредных идей», «сочувствии и близости к людям, известным правительству своим вредным направлением» (Чернышевскому, Михайлову и профессору П. В. Павлову), и в январе 1867 года приговорен к ссылке в Вологодскую губернию (Тотьма, Вологда, Кадников), где жил с 1867 по 1870 года. В Тотьме он познакомился с А. П. Чаплицкой, полькой по национальности, арестованной за участие в Польском восстании 1863—1864 годов, ставшей его гражданской женой (умерла в 1872 году).

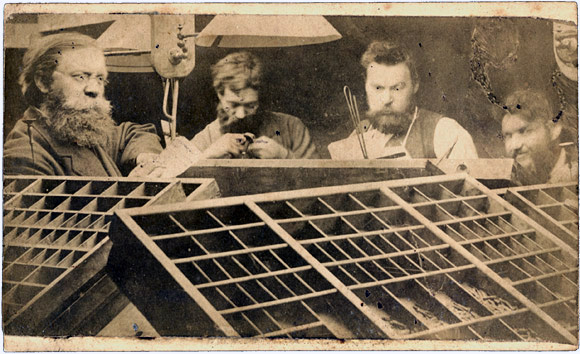
Наборня, где набрали «Вперёд!». П. Л. Лавров первый слева

В ссылке Лавровым было написано самое известное его произведение — «Исторические письма». «Письма» впервые были опубликованы в газете «Неделя» в 1868—1869 гг. под псевдонимом «Миртов». В «Исторических письмах» содержался призыв к «критически мыслящим» и «энергически стремящимся к правде личностям», прежде всего молодым, проснуться, понять задачи исторического момента, потребности народа, помочь ему осознать свою силу и вместе с ним приступить к творению истории, к борьбе против старого мира, погрязшего во лжи и несправедливости. «Исторические письма», будучи социально-политическим произведением, вышли, когда революционная интеллигенция, особенно молодежь, искала новые возможности приложения своих сил для участия в освобождении народа: надежды Н. Г. Чернышевского на народное восстание после отмены крепостного права не оправдались; «теория реализма» Д. И. Писарева с её культом естествознания не обещала скорых результатов; заговорщическая деятельность «Народной расправы» С. Г. Нечаева была использована правительством для дискредитации «нигилистов». Поэтому в обстановке конца 1860-х — начала 1870-х годов это произведение Лаврова стало «ударом грома», одним из идейных побудителей для практической деятельности революционных интеллигентов.
В 1870 году при помощи Г. А. Лопатина бежал в Париж, где связался с западноевропейским рабочим движением и вступил в Первый интернационал. В целях организации помощи осажденной Парижской коммуне ездил в Лондон, где познакомился с К. Марксом и Ф. Энгельсом. В 1873—1877 годах редактирует журнал «Вперёд» и одноименную двухнедельную газету (1875—1876) — органы возглавлявшегося Лавровым направления русского народничества, так называемого «лавризма». После убийства Александра II сближается с народовольцами и в 1883—1886 годах редактирует вместе с Л. А. Тихомировым «Вестник Народной воли».
В июле 1889 году на конгрессе Второго интернационала партия Гнчак уполномочила в качестве своего представителя революционера П. Лаврова.

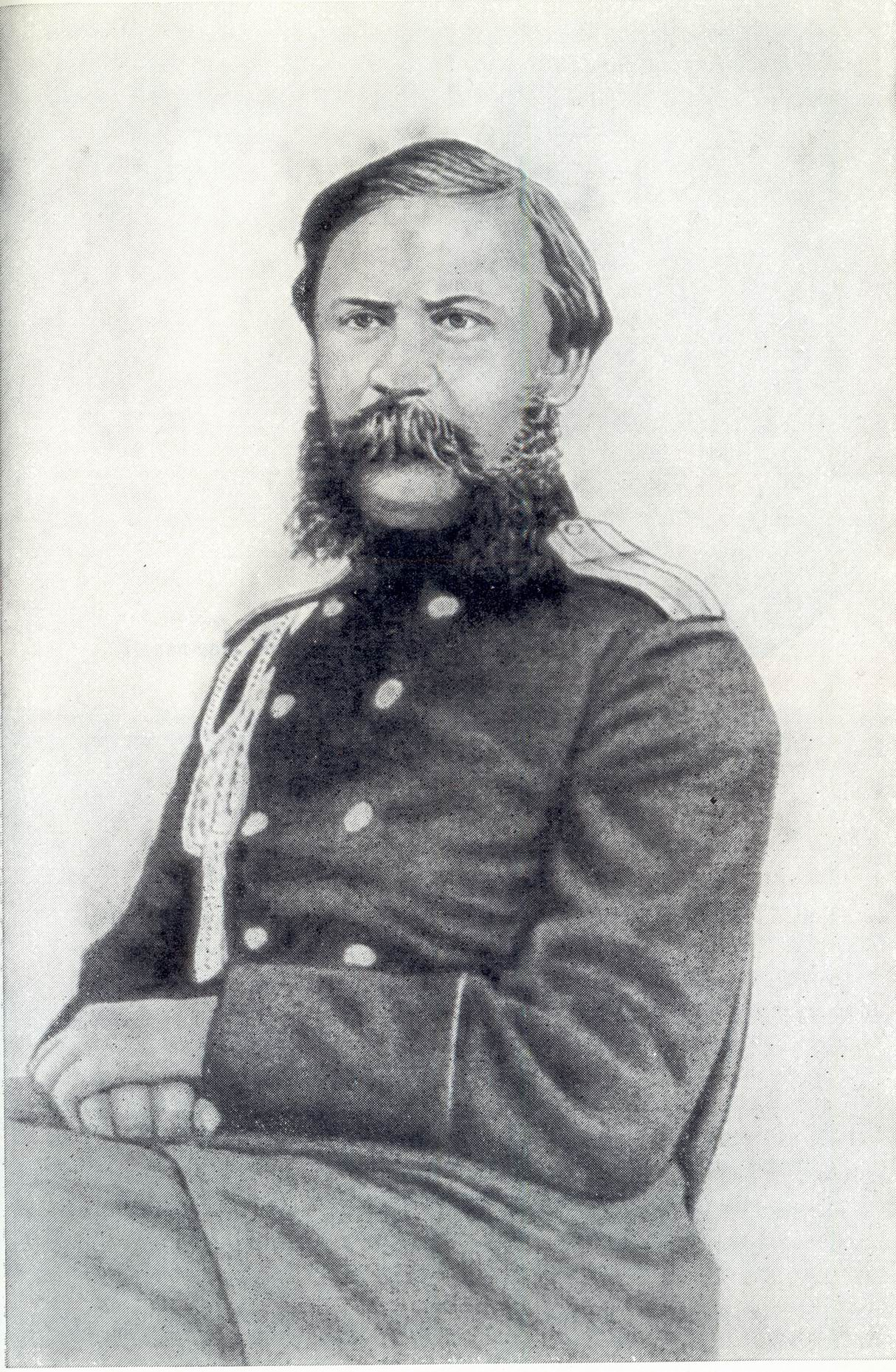
Пётр Лаврович Лавров

Последние годы жизни Лавров, не порывая связей с революционным движением (редактировал «Материалы для истории русского социально-революционного движения»), посвятил написанию теоретических трудов по истории человеческой мысли: «Задачи понимания истории» и «Важнейшие моменты в истории мысли». В его наследии, не до конца выявленном (известны 825 произведений, 711 писем; раскрыто около 60 псевдонимов), — статьи в русской легальной печати, политические стихотворения, в том числе широко известная «Новая песня» (текст опубликован в журнале «Вперёд!», 1875, № 12 от 1 июля), получившая позднее название «Рабочая Марсельеза» («Отречёмся от старого мира…»), которую А. А. Блок называл среди «прескверных стихов, корнями вросших в русское сердце… не вырвешь иначе, как с кровью…».
Лавров умер в Париже; похоронен на кладбище Монпарнас. Его последние слова: «Зовёт… живите хорошо. Кончается… кончилась моя жизнь».
Внучка П. Л. Лаврова Котылева (Розенфельд) Ольга Эммануиловна (1874—1939) — русская писательница. О смерти деда она узнала, находясь в ссылке за левые убеждения. В память о нём стала подписывать свои литературные произведения псевдонимом О. Миртов.

## Философские взгляды Лаврова
С точки зрения официальной советской философии, народники в лице Лаврова сделали шаг назад от Чернышевского — от материализма в сторону позитивизма.

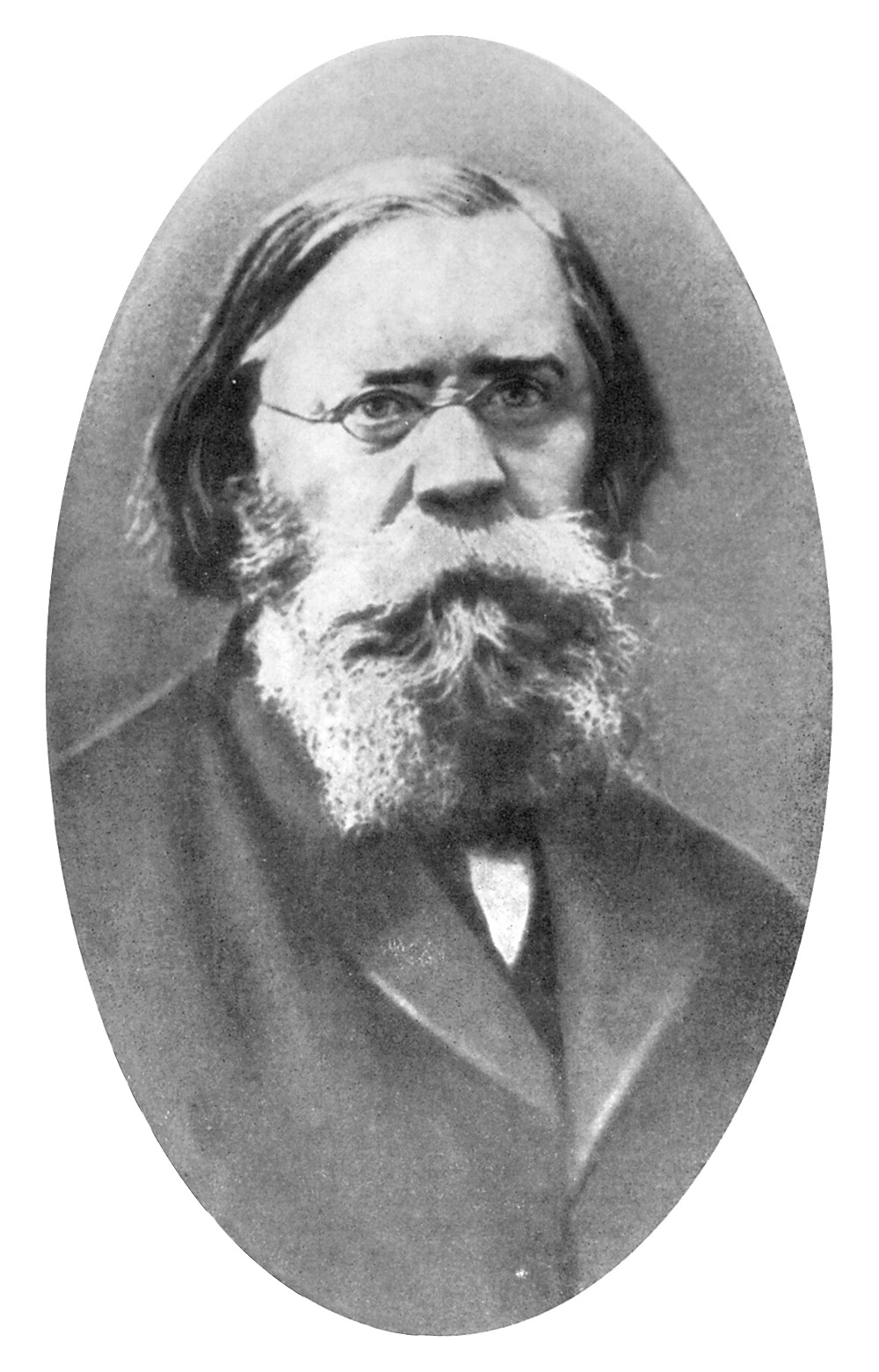
Пётр Лаврович Лавров

## Память
С 1923 по 1991 годы имя Петра Лаврова носила улица в Ленинграде (ныне Фурштатская улица).

## Избранные труды
- Три беседы о современном значении философии — СПб., 1861.
- Опыт истории мысли. Т. 1. — СПб.: Знание, 1875
- По поводу самарского голода — Лондон, 1874.
- Русская развитая женщина. В память Софьи Васильевны Ковалевской — Женева, 1891.
- Исторические письма. Второе издание. Дополненное и исправленное — Женева, 1891.
- История, социализм и русское движение. С приложением. С родины и на родину № 1 — Женева, 1893.
- Опыт истории мысли нового времени — Женева, 1894.
- Задачи понимания истории. Проект введения в изучение эволюции человеческой мысли — М., 1898.
- Народники-пропагандисты 1873-78 годов — СПб., 1907.
- Статьи историко-философские. Выпуск I. — Петроград, 1918. — 205 с.
- Парижская коммуна 18 марта 1871 года — Петроград, 1919.
- Этюды о западной литературе — Петроград, 1923.
- 2-е изд. — Ленинград, 1925.
- Парижская коммуна 18 марта 1871 г. (недоступная ссылка) — Л.: Прибой, 1925.
- Избранные сочинения на социально-политические темы : в 8 т. — М., 1934—1935.
- Философия и социология : в 2 т. — М.: Мысль, 1965.
- Стихотворения / Поэты-демократы 1870—1880-х годов. — Л.: «Советский писатель», 1968.
- Доклад П. Л. Лаврова на Парижском конгрессе II Интернационала.